# Штраслах-Дингхартинг
Штраслах-Дингхартинг (нем. Straßlach-Dingharting) — община в Германии, в земле Бавария. 
Подчиняется административному округу Верхняя Бавария. Входит в состав района Мюнхен.  Население составляет 2963 человека (на 31 декабря 2010 года). Занимает площадь 28,34 км².

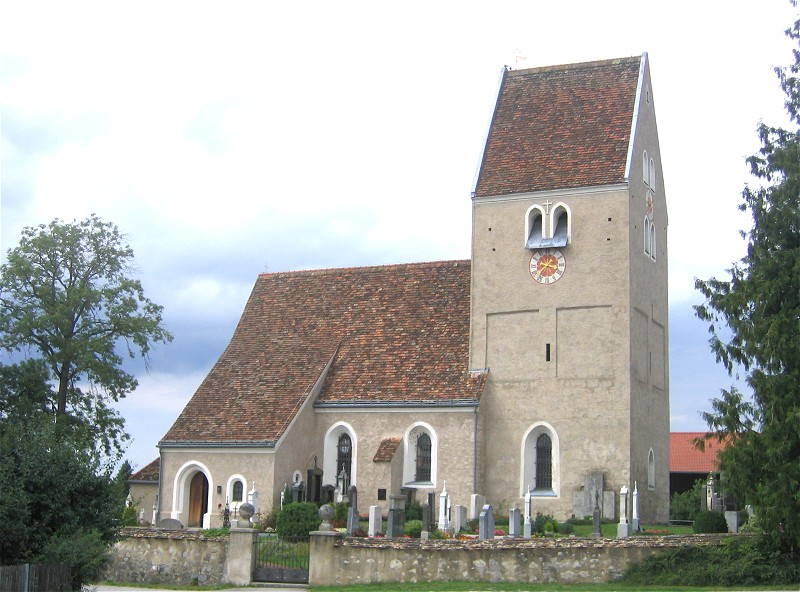
Штраслах-Дингхартинг

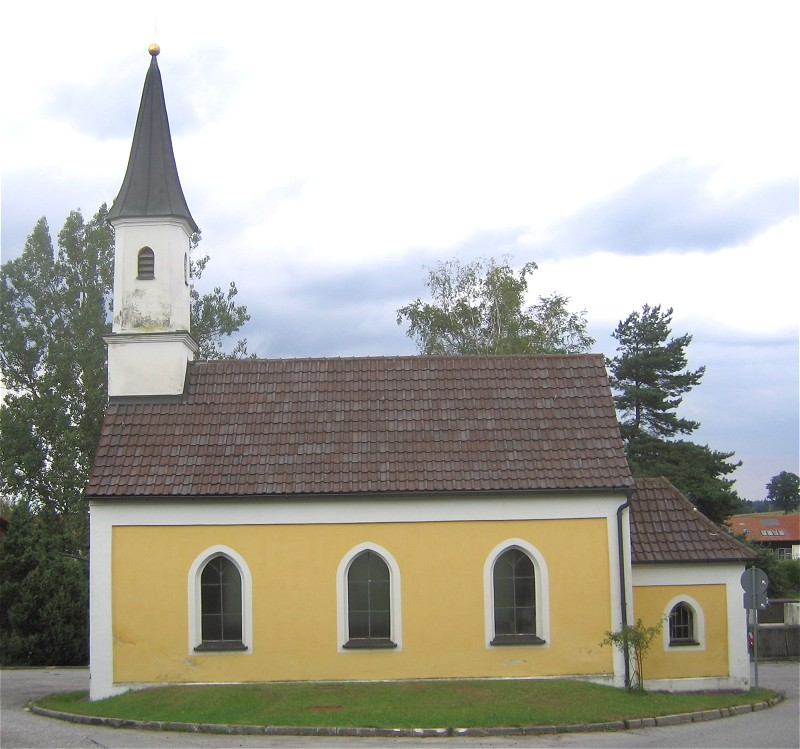
Штраслах-Дингхартинг